# Эанж (кантон)
Эанж (фр. Hayange) — кантон во Франции в регионе Эльзас — Шампань — Арденны — Лотарингия, департамент Мозель, округ Тьонвиль. До марта 2015 года кантон административно входил в состав упразднённого округа Тьонвиль-Эст. Население кантона на 2007 год составляло 20025 человек.
Код INSEE кантона — 5715. С марта 2015 года в составе кантона 9 коммун, суммарная численность населения кантона — 41 796 человек (2013), административный центр — коммуна Эанж.

## Коммуны кантона
До марта 2015 года в составе кантона было 3 коммуны:
| Коммуна         | Население | Почтовый индекс | Код INSEE |
| --------------- | --------- | --------------- | --------- |
| Эанж            | 15 227    | 57240           | 57306     |
| Рангево         | 799       | 57700           | 57562     |
| Сереманж-Эрзанж | 4 035     | 57290           | 57647     |